# Анвелопа
Анвелопа (фра. enveloppe) је спољни додатак тврђавске ограде у виду бедема који је обухватао један или више фронтова. 
Користио се за заштиту ескарпе главног бедема од дејства нападачеве артиљерије и ради маскирања браниочеве артиљерије. Појављује се у Холандији у 17. вијеку гдје се дотадашњи одвојени спољни додаци, куврфаса и контрагарда повезују у нови непрекидни бедем. У случајевима гдје је било више анвелопа, добијале су бројне називе, с почетком код главног бедема.